# Zlomisková štrbina
Zlomisková štrbina je hluboká trhlina mezi Východním Železným štítem a Popradským ľadovým štítem. Ze severní strany z vrcholu průsmyku je možné sestoupit do Kačacie doliny, a na jižní straně do Zlomiskové doliny. Do Zlomiskovej štrbiny nevedou žádné turistické stezky.

## Historie
Jako první horolezci vystoupili na bezejmennou štrbinu 10. srpna 1904 Stanislaw Krygowski, vůdce Jan Bachleda Tajber a nosič Fraciszek Leśniak. Prvolezci pojmenovali sedlo Krygowskiego Przełączka. První zimní přechod udělali Lajos Horn a Ernő Kátai, 22. března 1913.